# Пошивайло Гаврило Ничипорович
Гаври́ло Ничи́порович Пошива́йло (7 квітня 1909 — 24 січня 1991) — один із творців української народної кераміки ІІ половини XX століття, представник опішнянської школи художньої кераміки.

## Біографія

### Дитячі роки
Народився в Опішні в родині потомственого гончаря-посудника, кустаря Ничипора Тарасовича Пошивайла (кінець 1880-х — 1936 р.) та гончарки Ганни Іванівни Пошивайло (Оначко) (початок 1890-х — 1964 Р.), батько якої був відомим опішнянським цегельником. Дід Тарас (середина 1860-х — початок 1900-х) у останній чверті XIX століття виготовляв полив'яний посуд, а його дружина Килина (кінець 1860-х — 1930) ліпила дитячі іграшки. Представники родини займалися гончарством щонайменше з XVIII століття. Як згадував сам Гаврило Пошивайло:
|  | «вони займались тільки одним гончарством: робили, возили по ярмарках і базарах. І так було з покоління в покоління…». |

Закінчив семирічну школу. 1929 р. одружився з Явдохою Данилівною Бородавкою. Із 1937 р. навчався в Опішнянській школі майстрів художньої кераміки.

### Участь у Німецько-радянській війні
З жовтня 1943 по травень 1945 роках брав участь у воєнних діях Німецько-радянської війни в складі 53 мотострілецької бригади. Був поранений, контужений. Нагороджений орденами «Червоної зірки» (1944 р.), «Вітчизняної війни ІІ ступеня» (1985 р.), медалями, у тому числі «За відвагу» (1943 р.).

### Здобуття освіти та творча робота
Основи гончарного ремесла перейняв від батька. Першими виробами були глиняний посуд («монетка») і свистунці. Працював гончарем-кустарем, гончарем артілі «Художній керамік» та промартілі «Художній керамік», творчим майстром Опішнянського заводу «Художній керамік», гончарем Опішнянського заводу «Керамік».
Виготовляв мальований посуд (горщики, глечики, вази, барила, куманці, миски, тарелі), зооморфний посуд (барани, леви, бики, птахи), ритуальні вироби (куришки, свічники), декоративну скульптуру на теми народного побуту (барині, вершники, сюжетні композиції), дитячі іграшки («монетки», «солов'ї», свистунці).
Уперше в українському гончарстві створив сюжетні композиції на теми гоголівських героїв, Сорочинського ярмарку.
Упродовж другої половини 1970-х — 1980-х рр. був постійним учасником Сорочинського ярмарку, свят народної творчості, днів ремесел, етнографічних ярмарків у Києві та інших містах України.

### Останні роки життя
Продовжував творити до кінця життя. За рік до смерті Гаврило Ничипорович виніс гончарний круг з кімнати, мовляв, що той уже своє відкрутив, але й надалі продовжував ліпити свистунці, барині, скульптурки.

## Заслуги
Творчі досягнення відзначені почесним званням «Заслужений майстер народної творчості Української РСР» (1989 р.). Із 1970 р. був членом Спілки художників СРСР. У 1998 р. посмертно нагороджений Золотою медаллю Христа-Спасителя: «За життя, гідне людини».

## Пам'ять
У 1999 р. в оселі сім'ї Пошивайлів був створений Меморіальний музей-садиба.